# Missió no autoritzada
Missió no autoritzada (títol original:  Catch That Kid) és una pel·lícula estatunidenca de 2004 dirigida per Bart Freundlich. Ha estat doblada al català.

## Argument
La pel·lícula explica la història de Maddy (Kristen Stewart), una noia de dotze anys que té una relació molt especial amb el seu pare. Per desgràcia el seu pare cau malalt i per salvar-lo han de pagar una quantitat de la que no disposen. Maddy i els seus dos amics, Gus (Max Thieriot) i Austin (Corbin Bleu) decideixen robar el banc en el treballa la mare d'aquesta per a així poder pagar l'operació.

## Repartiment
- Kristen Stewart: Madeline "Maddy" Rose Phillips
- Corbin Bleu: Austin
- Max Thieriot: Gus
- Jennifer Beals: Molly Phillips
- Sam Robards: Tom Phillips
- John Carroll Lynch: Mr. Hartman
- James Le Gros: Ferrell
- Michael Des Barres: Brisbane
- Stark Sands: Brad
- Christine Estabrook: Sharon

## Rebuda
Catch That Kid va ser castigada per la crítica, obtenint un índex d'un 11% al lloc web "rotten tomatoes" La majoria de les ressenyes apuntaven a la moral qüestionable de la pel·lícula i a la manca d'originalitat, comparant-la desfavorablement al ''Spy Kids'' trilogy. Malgrat les ressenyes negatives, Roger Ebert de Ebert & Roeper i el Chicago Sun Times donava a Catch That Kid un polze cap amunt, manifestant que és tan divertida com Spy Kids i més divertida que Superagent Cody Banks.